# 黑伯尔施泰因附近锡格尔斯多夫
黑伯尔施泰因附近锡格尔斯多夫是奥地利施蒂利亚州哈特贝格县的一个市镇。总面积4.97平方公里，总人口302人，人口密度60.8人/平方公里（2005年）。